# 윌리앙 아야슈
윌리앙 아야슈(프랑스어: William Ayach, 1961년 1월 10일, 프랑스령 알제리 알제 ~)는 프랑스의 전 프로 축구 선수로, 현역 시절 측면 수비수로 좌우측면을 모두 맡았고, 은퇴 후에는 감독도 역임했다.

## 국가대표팀 경력
아야슈는 국가대표팀에서 프랑스 선수단 일원으로 1984년 하계 올림픽에 참가하여 금메달을 목에 걸었고, 1986년 월드컵에도 참가해 3위의 성적을 거두었다. 그는 총 20번의 국가대표팀 경기에 출전했다.

## 수상
낭트
- 디비시옹 1: 1979–80, 1982–83[2]

몽펠리에
- 쿠프 드 프랑스: 1989–90[2]

프랑스
- 하계 올림픽: 1984[2]
- 월드컵 3위: 1986[1]
- 코파 아르테미오 프란키 : 1985